# Axel Springer SE
Axel Springer SE este cea mai mare companie care editează ziare în Germania și a treia între editorii de reviste din această țară.
Cu peste 170 de titluri publicate în 33 de țări, Axel Springer este cea mai creativă și profitabilă editură germană.
Număr de angajați în 2007: 9.733

## Axel Springer în România
În România, Axel Springer a înființat compania Edipresse AS Romania, printr-un parteneriat cu grupul Edipresse, cu 40%, respectiv 60% dintre acțiuni.
Compania Edipresse AS Romania editează, în prezent (decembrie 2007), publicațiile Avantaje, Elle, Elle Man, Elle Mariaj, Elle Decoration, Viva!, Viva Auto, Viva Style Book, Psychologies, Popcorn, Look!, Joy, Computer Bild, Familia mea-Baby, Lucru de mână, Creativ, Povestea mea și Întâmplări Adevărate.